# Elivia Ricci
Elivia Ricci Ballotta (Milano, 14 dicembre 1936) è un'ex discobola e pesista italiana.
Nel 1959 prese parte alla prima Universiade, che si tenne a Torino, gareggiando nel lancio del disco e ottenendo la medaglia d'argento con la misura di 45,56 m.
L'anno successivo partecipò alle Giochi olimpici di Roma, sempre nel lancio del disco, ma non riuscì a raggiungere i lanci di finale.
È stata quattordici volte campionessa italiana: cinque volte nel getto del peso e nove volte nel lancio del disco.

## Palmarès
| Anno | Manifestazione  | Sede   | Evento           | Risultato     | Prestazione | Note |
| ---- | --------------- | ------ | ---------------- | ------------- | ----------- | ---- |
| 1959 | Universiadi     | Torino | Lancio del disco | Argento       | 45,56 m     |      |
| 1960 | Giochi olimpici | Roma   | Lancio del disco | elim. qualif. | 45,86 m     |      |

## Campionati nazionali
- 5 volte campionessa italiana assoluta nel getto del peso (1961, 1963, 1964, 1965 e 1966)
- 9 volte campionessa italiana assoluta nel lancio del disco (1958, 1959, 1960, 1961, 1962, 1963, 1964, 1965 e 1966)

1958
- Oro ai campionati italiani assoluti di atletica leggera, lancio del disco - 46,19 m

1959
- Oro ai campionati italiani assoluti di atletica leggera, lancio del disco - 45,23 m

1960
- Oro ai campionati italiani assoluti di atletica leggera, lancio del disco - 44,91 m

1961
- Oro ai campionati italiani assoluti di atletica leggera, getto del peso - 13,04 m
- Oro ai campionati italiani assoluti di atletica leggera, lancio del disco - 48,71 m

1962
- Oro ai campionati italiani assoluti di atletica leggera, lancio del disco - 46,51 m

1963
- Oro ai campionati italiani assoluti di atletica leggera, getto del peso - 12,47 m
- Oro ai campionati italiani assoluti di atletica leggera, lancio del disco - 45,85 m

1964
- Oro ai campionati italiani assoluti di atletica leggera, getto del peso - 13,42 m
- Oro ai campionati italiani assoluti di atletica leggera, lancio del disco - 48,79 m

1965
- Oro ai campionati italiani assoluti di atletica leggera, getto del peso - 13,19 m
- Oro ai campionati italiani assoluti di atletica leggera, lancio del disco - 51,81 m

1966
- Oro ai campionati italiani assoluti di atletica leggera, getto del peso - 14,13 m
- Oro ai campionati italiani assoluti di atletica leggera, lancio del disco - 50,06 m